# Cugir
Cugir là một thị xã thuộc hạt Alba, România. Dân số thời điểm năm 2002 là 25929 người.